# Kay Lenz
Kay Ann Lenz (Los Angeles, 4 de março de 1953) é uma atriz norteamericana. Já foi premiada com dois prêmios Emmy, além de indicações ao Globo de Ouro e ao Saturn Award.
Seu papel mais notório foi como a protagonista do filme Interlúdio de Amor (1973), pelo qual foi indicada ao Globo de Ouro de Melhor Atriz Revelação.

## Biografia
Kay Ann Lenz nasceu em 4 de março de 1953, em Los Angeles, Califórnia. É filha de Ted Lenz, ator e produtor, e de Kay Miller Lenz, engenheira de rádio e modelo profissional. Se formou na Ulysses S. Grant High School. Sua primeira aparição na televisão foi no programa Hollywood on Television, produzido por seu pai, quando ela ainda era bebê.

## Carreira
Lenz começou a sua carreira profissional como atriz durante a adolescência, aparecendo em três episódios do programa de televisão This Is the Life aos 14 anos. Também fez breves participações de The Andy Griffith Show (no episódio "Opie's Group" (1967) com o nome artístico de Kay Ann Kemper), e do filme American Graffiti (1973) como a dançarina Jane.
Seu papel de maior destaque foi no filme Interlúdio de Amor (1973), dirigido por Clint Eastwood, como a desinibida protagonista Breezy, a qual cativa o personagem Frank Harmon, interpretado por William Holden. Graças a sua atuação em Breezy, foi indicada ao Globo de Ouro de Melhor Atriz Revelação.
Kay Lenz ganhou o seu primeiro Emmy em 1975, pelo episódio "Heart in Hiding" do programa The ABC Afternoon Playbreak.
Lenz fez aparições em The Streets of San Francisco, Gunsmoke, MacGyver, McCloud, Cannon e Petrocelli e teve um papel importante no longa neo-noir Inferno no Asfalto (1975), antes de ser escalada para a minissérie Rich Man, Poor Man (1976), que lhe rendeu uma indicação ao Primetime Emmy Awards. Ela reprisou seu papel na sequência, Rich Man, Poor Man Book II (1977).
Em 1984, Kay Lenz apareceu no vídeoclipe de "Infatuation" de Rod Stewart. Voltou a ter maior destaque em 1988, atuando como a personagem Tina Cassidy na série Midnight Caller, pela qual ganhou um Primetime Emmy. Ela também foi indicada duas vezes para o Primetime Emmy Awards pela sua atuação como a advogada Maggie Zombro na série Reasonable Doubts.
Kay Ann Lenz segue atuando em filmes e programas de televisão.

## Vida pessoal
Em 3 de Abril de 1977, Kay Lenz se casou com o cantor e ator David Cassidy. Em 1983, se divorciaram.
Em 2018, Kay Lenz e seu companheiro, Dr. Mark Brown, perderam sua casa devido aos Incêndios de Woolsey, em Malibu, Califórnia.

## Filmografia
| Ano  | Nome                                   | Personagens                  | Notas               |
| ---- | -------------------------------------- | ---------------------------- | ------------------- |
| 1973 | American Graffiti                      | Jane                         | Como Kay Ann Kemper |
| 1973 | Breezy                                 | Edith Alice Breezerman       |                     |
| 1975 | White Line Fever                       | Jerri Kane Hummer            |                     |
| 1976 | Rich Man, Poor Man                     | Kate Jordache                |                     |
| 1976 | Moving Violation                       | Cam Johnson                  |                     |
| 1976 | The Great Scout & Cathouse Thursday    | Thursday                     |                     |
| 1977 | Rich Man, Poor Man Book II             | Kate Jordache                |                     |
| 1978 | Mean Dog Blues                         | Linda Ramsey                 |                     |
| 1978 | The Initiation of Sarah                | Sarah Goodwin                |                     |
| 1979 | The Passage                            | Leah Bergson                 |                     |
| 1981 | Swan Lake                              | Odille                       | Dublagem            |
| 1982 | Fast-Walking                           | 'Little' Moke                |                     |
| 1983 | Prisoners of the Lost Universe         | Carrie Madison               |                     |
| 1983 | Trial by Terror                        | Karen Armstrong              |                     |
| 1984 | Infatuation                            | Stalked Actress              | Videoclipe          |
| 1986 | House                                  | Sandy Sinclair               |                     |
| 1987 | Death Wish 4: The Crackdown            | Karen Sheldon                |                     |
| 1987 | Stripped to Kill                       | Detective Cody Sheenan       |                     |
| 1988 | Fear                                   | Sharon Haden                 |                     |
| 1989 | Headhunter                             | Katherine Hall               |                     |
| 1989 | Physical Evidence                      | Deborah Quinn                |                     |
| 1990 | Streets                                | Sargent                      |                     |
| 1991 | Shakespeare's Plan 12 from Outer Space | Sebastian                    |                     |
| 1991 | Reasonable Doubts                      | Maggie Zombro                |                     |
| 1992 | Falling From Grace                     | P.J. Parks                   |                     |
| 1992 | Wild West C.O.W.-Boys of Moo Mesa      | Cowlamity Kate Cudster (voz) |                     |
| 1994 | Trapped in Space                       | Gillings                     |                     |
| 1994 | The Tick                               | American Maid (voz)          |                     |
| 1995 | Gunfighter's Moon                      | Linda Yarnell                |                     |
| 1997 | A Gun, a Car, a Blonde                 | Peep/Madge                   |                     |
| 1998 | The Adventures of Ragtime              | Detective Hill               |                     |
| 2003 | Southside                              | Claire Coleman               |                     |
| 2007 | House MD                               | Mrs Bradberry                |                     |
| 2008 | NCIS                                   | Connie Quinn Wheeler         |                     |
| 2009 | Cold Case                              | Hillary Rhodes               |                     |
| 2010 | The Closer                             | Mrs Tatem                    |                     |
| 2011 | Southland                              | Naomi Chester                |                     |
| 2013 | CSI: Crime Scene Investigation         | Laura Sidle                  |                     |
| 2013 | The Secret Lives of Dorks              | Mrs. Susie Gibson            |                     |
| 2014 | Bones                                  | Harriet White                |                     |
| 2015 | Adventure Time                         | Bird Woman                   | Narradora           |
| 2017 | Love Afterlife (curta)                 | Old Amelia                   |                     |
| 2019 | More Beautiful for Having Been Broken  | Cassandra                    |                     |
| 2020 | The Downside of Bliss                  | Social Meeting               |                     |
| 2021 | Family Week (curta)                    | Adele                        |                     |
| 2024 | Sallywood                              | Kathryn Corrigan             |                     |

### Ligações Externas
- Kay Lenz. no IMDb.